# Каміль Білінський
Каміль Білінський (пол. Kamil Biliński, нар. 23 січня 1988, Вроцлав) — польський футболіст, нападник клубу «Шльонськ».
Виступав, зокрема, за клуб «Шльонськ», а також молодіжну збірну Польщі.

## Клубна кар'єра
Народився 23 січня 1988 року в місті Вроцлав. Вихованець футбольної школи клубу «Шльонськ». Дорослу футбольну кар'єру розпочав 2006 року в основній команді того ж клубу, в якій провів шість сезонів, взявши участь у 26 матчах чемпіонату. 
Згодом з 2007 по 2013 рік грав у складі команд клубів «Гавін», «Зніч» (Прушкув), «Гурник» (Польковіце), «Вісла» (Плоцьк) та «Жальгіріс».
До складу клубу «Динамо» (Бухарест) приєднався 2013 року. Відтоді встиг відіграти за бухарестську команду 32 матчі в національному чемпіонаті.

## Виступи за збірну
Залучався до складу молодіжної збірної Польщі. На молодіжному рівні зіграв в одному офіційному матчі.

## Досягнення
- Володар Кубка Польщі (1):

«Шльонськ» (Вроцлав): 2009
- Чемпіон Литви (1):

«Жальгіріс»: 2013
- Чемпіон Латвії (2):

«Рига»: 2018, 2019
- Володар Кубка Литви (1):

«Жальгіріс»: 2013
- Володар Кубка Латвії (1):

«Рига»: 2018
- Володар Суперкубка Литви (1):

«Жальгіріс»: 2013